# 第六届全国人民代表大会
中华人民共和国第六屆全國人民代表大會，任期由1983年至1988年。期間，共召開五次全体會議。

## 第一次會議
六屆人大第一次會議於1983年6月6日至6月21日召開。會議聽取了國務院總理赵紫阳的政府工作报告，国务院副总理、国家计划委员会主任姚依林的国民经济和社会发展计划的报告，最高人民法院院長江华、最高人民检察院检察长黄火青作的法院工作報告及檢察院工作報告。

### 選舉／任命結果
- 全国人民代表大会常务委员会委员长：彭真
- 全国人民代表大会常务委员会副委员长：陈丕显　韦国清（壮族）　耿飚　胡厥文　许德珩　彭冲　王任重　史良（女）　朱学范　阿沛·阿旺晋美（藏族）　班禅额尔德尼·却吉坚赞（藏族）　赛福鼎（维吾尔族）　周谷城　严济慈　胡愈之　荣毅仁　叶飞　廖汉生　韩先楚　黄华
- 全国人民代表大会常务委员会秘书长：王汉斌
- 中华人民共和国主席：李先念
- 中华人民共和国副主席：烏蘭夫
- 中华人民共和国国务院总理：趙紫陽
- 中华人民共和国国务院副总理：萬里、姚依林、李鵬、田紀雲，後任命副總理：喬石
- 中华人民共和国中央军事委员会主席：鄧小平
- 中华人民共和国中央军事委员会副主席：葉劍英、徐向前、聶榮臻、楊尚昆
- 中华人民共和国中央军事委员会委員：張愛萍、余秋里、楊得志、洪學智
- 中华人民共和国最高人民法院院长：鄭天翔
- 中华人民共和国最高人民检察院检察长：楊易辰

## 第二次會議
第六届全国人大第二次会议于1984年5月15日至31日召开。
会议主席团共163人，秘书长陈丕显，常务主席彭真、陈丕显、韦国清、耿飚、胡厥文、许德珩、彭冲、王任重、史良、朱学范、阿沛·阿旺晋美、班禅额尔德尼·确吉坚赞、赛福鼎·艾则孜、周谷城、严济慈、胡愈之、荣毅仁、叶飞、廖汉生、韩先楚、黄华。

## 第三次會議
第六届全国人大第三次会议于1985年3月27日至4月10日召开，批准了1984年12月19日由国务院总理赵紫阳代表中国政府签署的中英关于香港问题的联合声明，包括三个附件。从1985年开始，全国人大会议均在3月份开幕，此后只有2020年5月第十三届全国人民代表大会第三次会议一次特例。经过数年实践后，1989年4月4日通过的《全国人大议事规则》正式规定全国人大会议于每年第一季度举行，1995年更初步形成3月5日开幕的惯例。
会议主席团共161人，秘书长陈丕显，常务主席彭真、陈丕显、韦国清、耿飚、胡厥文、许德珩、彭冲、王任重、史良、朱学范、阿沛·阿旺晋美、班禅额尔德尼·确吉坚赞、赛福鼎·艾则孜、周谷城、严济慈、胡愈之、荣毅仁、叶飞、廖汉生、韩先楚、黄华。

## 第四次會議
第六届全国人大第四次会议于1986年3月25日至4月12日召开，原则批准国务院制订的中华人民共和国国民经济和社会发展第七个五年计划，通过了《中华人民共和国民法通则》、《中华人民共和国义务教育法》、《中华人民共和国外资企业法》。
由于全国人大常委会副委员长史良、胡愈之，委员吴茂荪、陈永康、华罗庚、马璧在本次会议召开前逝世，本次会议补选楚图南为六届全国人大常委会副委员长，多杰才旦、郁文、陶大镛、彭清源、程思远为六届全国人大常委会委员。
会议主席团共161人，秘书长陈丕显，常务主席彭真、陈丕显、韦国清、耿飚、胡厥文、许德珩、彭冲、王任重、朱学范、阿沛·阿旺晋美、班禅额尔德尼·确吉坚赞、赛福鼎·艾则孜、周谷城、严济慈、荣毅仁、叶飞、廖汉生、韩先楚、黄华、王汉斌。

## 第五次會議
第六届全国人大第五次会议于1987年3月25日至4月11日召开。
会议主席团共157人，秘书长陈丕显，常务主席彭真、陈丕显、韦国清、耿飚、胡厥文、许德珩、彭冲、王任重、朱学范、阿沛·阿旺晋美、班禅额尔德尼·确吉坚赞、赛福鼎·艾则孜、周谷城、严济慈、荣毅仁、叶飞、廖汉生、黄华、楚图南、王汉斌。